# ستروفولوس
ستروفولوس (باليونانية: Στρόβολος)‏؛ (بالتركية: Strovolos)‏؛ (بالأرمنية: Ստրովոլոս)‏ هي إحدى بلديات منطقة نيقوسيا. يبلغ عدد سكانها ما يقرب من 70،000، وهي ثاني أكبر بلدية من حيث عدد السكان في قبرص، بعد ليماسول، وبلدية مقاطعة نيقوسيا الأكثر اكتظاظًا بالسكان. تأسست عام 1986.
ستروفولوس الآن هي مدينة تغطي 25 كيلومتر مربع (9.7 ميل2) مقسمة إلى ستة أبرشيات: كريسيليوزا، أيوس ديميتريوس، أبوستولوس فارنافاس كاي أيوس ماكاريوس، أيوس فاسيليوس، الشهيد الوطني كيبريانوس وستافروس.

## العلاقات الدولية

### المدن التوأم – المدن الشقيقة
توأمت ستروفولوس توأم مع:
- فيريا، اليونان (1993)[62]

## وصلات خارجية
- الموقع الرسمي